# Flughafen Jardines del Rey

i7
i11
i13
Der Flughafen Jardines del Rey (Aeropuerto Internacional Jardines del Rey) ist ein moderner neu errichteter, internationaler Verkehrsflughafen auf der zur Inselgruppe Jardines del Rey gehörenden Cayo Coco in Kuba. Er dient dem Charterflugverkehr für europäische und kanadische Urlauber der Inseln Cayo Coco und Cayo Guillermo, sowie dem Inlandstransfer zum Flughafen Havanna (Aeropuerto Internacional José Marti).
Er hat mit der Eröffnung im Jahre 2002 den internationalen Flugverkehr am Máximo Gómez International Airport in Ciego de Ávila für die Inselregion Jardines del Rey abgelöst.
Aus Deutschland wird dieser Flughafen seit November 2006 nicht mehr angeflogen.